# 黎明兴
黎明兴（發音：[le˧˧ mïŋ˧˧ hɨŋ˧˧]；1970年12月11日—），河静省香山县人，越南政治人物，现任越共中央政治局委员、中央组织部部长。

## 生平
黎明兴是越南公安部長黎明香之子，长期在越南國家銀行任职，1996年赴日本留学，并取得埼玉大学大学院政策科学研究科硕士学位。1997年毕业后回到越南，先后出任越南國家銀行国际关系司副科长、科长、副司长、司长，干部组织司司长、副行长等职务，2014年转任越共中央办公厅副主任。
2016年1月，当选为越南共產黨第十二屆中央委員會委員，同年4月，新任总理阮春福提名他担任越南國家銀行，随即获得国会通过，黎明兴也因此成为越南央行历史上最年轻的行长。2020年10月，调任越共中央办公厅主任，并于2021年2月当选为越南共產黨第十三屆中央委員會委員、书记处书记。2024年5月，他在越共十三届九中全会上，获补选为越共中央政治局委员，同时接替辞职退休的张氏梅出任越共中央组织部部长。